# El Terrón

El Terrón es una localidad portuaria perteneciente al municipio de Lepe (España). Está situada a 5 km del núcleo principal y en 2019 tenía una población de 126 habitantes. El puerto de El Terrón, inicialmente pesquero, tiene en la actualidad poca actividad, mientras que se han levantado dos puertos deportivos, uno de titularidad pública y otro privado. 

## Historia
Durante la época de dominación romana surgió una factoría pesquera en El Terrón, que entonces se situaba a la desembocadura del río Piedras. Desde entonces ha sido el puerto pesquero de Lepe, aunque el aporte de sedimentos del río que ha provocado la Flecha del Rompido ha causado así mismo una disminución en su actividad pesquera, debido a la dificultad de las embarcaciones para salir al mar por falta de calado.

## Medio físico y urbano
Ubicación
El Terrón se sitúa en el sureste del municipio de Lepe, cerca de la desembocadura del río Piedras y en el nacimiento de la Flecha del Rompido. Se encuentra junto al Paraje Natural Marismas del Río Piedras y Flecha del Rompido.
Edificios destacados
Destacaba en esta localidad el Aula Marina, centro de Interpretación de la fauna marina y del litoral costero que contaba con una actividad reconocida, y cuya labor ha recibido varios premios y menciones. Por desgracia, la deuda económica del Ayuntamiento lepero ha hecho que este centro enfocado a la docencia haya sido desmantelado en el año 2008.
Comunicaciones
Solo dos vías comunican por tierra esta localidad, que sirve además de enlace entre ellas.
| Identificador | Denominación           | Origen - Destino                                   | Longitud (km) |
| ------------- | ---------------------- | -------------------------------------------------- | ------------- |
| A-5055        | El Terrón - La Antilla | HU-3301 (El Terrón) - A-5055 / A-5056 (La Antilla) | 4,36          |
| HU-3301       | Lepe - El Terrón       | N-431 (Lepe) - A-5055 (El Terrón)                  | 3,73          |

## Demografía
El Terrón es una localidad pequeña y de escasa población, especialmente vinculada al sector pesquero.
| Gráfica de evolución demográfica de El Terrón entre 2000 y 2012 |
|                                                                 |

## Política
La localidad se encuentra gobernada por el Ayuntamiento de Lepe, actualmente regida por Juan Manuel González Camacho (PP).

## Economía
En el puerto de El Terrón trabajan embarcaciones de arrastre, rastro remolcado y trasmallo. Las embarcaciones matriculadas en la ciudad son tanto de altura como de bajura y, dado que en el puerto de El Terrón la pesca que se practica es de carácter artesanal, la flota más compleja faena en los caladeros del Golfo de Cádiz y el norte de África. Su flota depende de la capitanía del puerto de Isla Cristina.
Actualmente dispone, además, de un puerto deportivo.